# Бунденбах
Бунденбах (њем. Bundenbach) општина је у њемачкој савезној држави Рајна-Палатинат. Једно је од 96 општинских средишта округа Биркенфелд. Према процјени из 2010. у општини је живјело 994 становника. Посједује регионалну шифру (AGS) 7134017.

## Географски и демографски подаци
Бунденбах се налази у савезној држави Рајна-Палатинат у округу Биркенфелд. Општина се налази на надморској висини од 400 метара. Површина општине износи 7,7 km². У самом мјесту је, према процјени из 2010. године, живјело 994 становника. Просјечна густина становништва износи 129 становника/km².